# 保鑑山房
保鑑山房位于江西上饶婺源县思口镇的中国历史文化名村、中国传统村落思溪村延村19号，建于清道光年间。
主人金永俅是清代延村著名茶商，在南京、宁波、广州开设九爿茶庄。在延村，他为自己的三个儿子，兴建了三幢互相毗连的宅第，与此同时建造了“保监山房”，作为儿孙和族人读书之处。
抗战期间，保鑑山房曾是第三战区二十三集团军驻军旧址。保鑑山房作为“第三战区副司令长官部暨二十三集团军司令部旧址”的子项目“驻军旧址：19号民居”，列为江西省文物保护单位。
2015年底，婺源旅游公司在此开设精品古宅民宿“保鉴山房”。2021年4月25日,九爿四季精品民宿在此开张。